# Jermaine Post
Jermaine Post (Leiden, 10 juni 1992) is een voormalig wielrenster uit Nederland.
Post reed van 2013 tot 2017 voor Parkhotel Valkenburg.
In 2015 werd ze tweede in de vijfde etappe van de Ronde van Thüringen in een sprint tegen Coryn Rivera. Dat jaar behaalde ze de twintigste plaats in de Omloop van het Hageland, in 2016 kwam ze tot de elfde plek in Le Samyn. In dat jaar werd ze vierde in de slotrit van de World-Tourwedstrijd Ronde van Chongming.
De Baat · De Boer · Eshuis · Van Gogh · Van den Hoek · Hoeksma · Markus · Otten · Peetoom · Post · Van de Ree · Rooijakkers · Slik · Soemanta · Tromp
De Boer · Van den Bos · Ensing · Van Gogh · Van den Hoek · Hoeksma · Markus · Post · Rooijakkers · Slik · Stougje · Tromp · De Vries
De Boer · Van den Bos · Buurman · Ensing · Van Gogh · Hoeksma · Knauer · Koedooder · Post · Rooijakkers · Solovej · Stougje · Tromp
De Boer · Buurman · Buysman · Van Gogh · De Jong · Knauer · Post · Rooijakkers · Soet · Solovej · Steigenga · Stijns · Stougje · Swinkels · Tromp · Van Veen